# Powiat de Lubin
Le powiat de Lubin (en polonais : Powiat lubiński) est un powiat de la voïvodie de Basse-Silésie, dans le sud-ouest de la Pologne. Il a été créé le 1er janvier 1999. Il couvre un territoire de 712 km2. Son chef-lieu et sa plus grande ville est Lubin. En 2006, il compte 105 582 habitants, dont 76 595 à Lubin, et 5 934 à Ścinawa.
Le powiat de Lubin est entouré par le powiat de Głogów au nord, le powiat de Góra au nord-est, le powiat de Wołów à l'est, le powiat de Legnica au sud et le powiat de Polkowice au nord-est.

## Subdivisions administratives
Le powiat comprend quatre gminy (une urbaine, une urbaine-rurale et deux rurales).
| Gmina                                         | Type         | Superficie (km²) | Population (2006) | Chef-lieu |
| Lubin                                         | urbain       | 40.8             | 76595             |           |
| Lubin (gmina)                                 | rural        | 290.2            | 11265             | Lubin *   |
| Ścinawa (gmina)                               | urbain-rural | 164.6            | 10,571            | Ścinawa   |
| Rudna (gmina)                                 | rural        | 216.6            | 7151              | Rudna     |
| * le chef-lieu ne fait pas partie de la gmina |              |                  |                   |           |